# Karel Plášek
Karel Plášek (* 28. července 2000 Přerov) je český hokejový útočník působící v týmu HC Olomouc.
Jeho otec Karel Plášek st. (* 1973) působil v ELH v dresech Pardubic, Znojma, Vítkovic a Plzně. V sezoně 2017/18 nastupovali otec i syn Pláškovi za prvoligový klub HC Zubr Přerov, kde hráli v jednom útoku.